# Junta de Castela e Leão

Brasão da Junta de Castela e Leão.

A Junta de Castela e Leão é o órgão de governo e administração da comunidade de Castela e Leão que exerce a função executiva e o poder regulamentário. Está composta pelo Presidente da Junta, os Vice-Presidentes e Conselheiros. A função da Junta é de exercer o governo e a administração da comunidade.

## Presidente
O Presidente da Junta é a máxima representação da comunidade, dirige as ações da Junta e coordena seus membros. É eleito pelas Cortes de Castela e Leão, podendo ser demitido por estas se perder o apoio de mais da metade dos procuradores, e tem a capacidade de nomear e destituir os conselheiros. Seu mandato é de quatro anos.

## Sede
A sede da Junta encontra-se no Palácio da Assunção de Valladolid. O edifício está localizado em frente à Praça de Castela e Leão, na cidade de Valladolid.

## Os conselheiros
A Junta está dividida nos seguintes Conselhos (cada um com o seu Conselheiro):
- Vice-Presidente Primeira e Conselheira de Meio Ambiente: María Jesús Ruiz Ruiz.
- Vice-Presidente Segundo e Conselheiro de Economia e Emprego: Tomás Villanueva Rodríguez.
- Conselheiro da Presidência e Portavoz: José Antonio de Santiago Juárez López.
- Conselheira de Administração Autônoma: Isabel Alonso Sánchez.
- Conselheiro de Interior e Justiça: Alfonso Fernández Mañueco.
- Conselheira de Fazenda: Pilar del Olmo Moro.
- Conselheiro de Promoção: Antonio Silván Rodríguez.
- Conselheira de Agricultura e Pecuária: Silvia Clemente Municio.
- Conselheiro de Saúde: Francisco Javier Álvarez Guisasola.
- Conselheiro de Família e Igualdade de Oportunidades: César Antón Beltrán.
- Conselheiro de Educação: Juan José Mateos Otero.
- Conselheira de Cultura e Turismo: María José Salgueiro Cortiñas.

## Presidentes
Estes são os Presidentes, desde a data de criação da Junta (em 1983):
- Demetrio Madrid López (PSOE) (1983-1986)
- José Constantino Nalda García (PSOE) (1986-1987)
- José María Aznar López (Aliança Popular) (1987-1989)
- Jesús María Posada Moreno (PP) (1989-1991)
- Juan José Lucas Giménez (PP) (1991-2001)
- Juan Vicente Herrera Campo (PP) (2001-2019)[2]

- Alfonso Fernández Mañueco (PP) (2019-presente)[2]